# Приз Мэри Смит
Приз Мэри Смит (англ. Mary Smith Prize) — ныне не существующая престижная художественная премия, присуждаемая художницам Пенсильванской академией изящных искусств.
Приз вручался на ежегодных выставках академии за «самую оригинальность сюжета, красоту дизайна и рисунка, а также тонкость цвета и мастерство исполнения» («the most originality of subject, beauty of design and drawing, and finesse of color and skill of execution»).

## История
Премия основана в 1879 году художником Уильямом Смитом в память о его умершей дочери, тоже художнице Мэри Рассел Смит. Награждение премией происходило с 1879 по 1968 год. Первой награждённой стала Сьюзан Икинс.
В XIX веке художницы редко удостаивались существенных премий. Первоначально премия Мэри Смит предусматривала денежный приз в размере 100 долларов, который в 1960 году был увеличен до 300 долларов. Лауреатами премии становились многие известные художницы, в их числе: Эмили Сартен, Элизабет Бонсолл, Марта Уолтер, Элис Кент и другие художницы. Сесилия Бо получала Приз Мэри Смит четыре раза.